# Eugenia umbelliflora
Eugenia umbelliflora är en myrtenväxtart som beskrevs av Otto Karl Berg. Eugenia umbelliflora ingår i släktet Eugenia och familjen myrtenväxter. Inga underarter finns listade i Catalogue of Life.